# Eleições regionais em Baden-Württemberg de 1980
As eleições regionais em Baden-Württemberg de 1980 foram realizadas a 16 de Março e, serviram para eleger os 124 deputados para o parlamento regional.
A União Democrata-Cristã voltou a ser o partido mais votado e, também, manteve a maioria absoluta parlamentar, obtendo 53,4% dos votos e 68 deputados.
O Partido Social-Democrata da Alemanha voltou a perder votos e deputados, ficando-se pelos 32,6% dos votos e 40 deputados, enquanto, o Partido Democrático Liberal subiu em votos e deputados, obtendo 8,3% dos votos e 10 deputados.
Por fim, de destacar a entrada de um novo partido no parlamento regional, Os Verdes, ao obter 5,4% dos votos e 6 deputados.
Após as eleições, a União Democrata-Cristã manteve a liderança do governo regional, com maioria absoluta no parlamento.

## Resultados Oficiais
| Partido                 | Partido                     | Votos     | %     | +/-   | Deputados | +/-   |
| ----------------------- | --------------------------- | --------- | ----- | ----- | --------- | ----- |
|                         | União Democrata-Cristã      | 2 407 798 | 53,35 | 3,37  | 68 / 124  | 3     |
|                         | Partido Social-Democrata    | 1 468 873 | 32,55 | 0,74  | 40 / 124  | 1     |
|                         | Partido Democrático Liberal | 374 633   | 8,30  | 0,50  | 10 / 124  | 1     |
|                         | Os Verdes                   | 241 303   | 5,35  | Novo  | 6 / 124   | Novo  |
|                         | Outros                      | 20 402    | 0,45  |       | 0 / 124   |       |
| Votos Inválidos         | Votos Inválidos             | 36 454    | 0,80  | 0,51  |           |       |
| Total                   | Total                       | 4 594 493 | 100   |       | 124 / 124 | 3     |
| Eleitorado/Participação | Eleitorado/Participação     | 6 319 950 | 71,99 | 3,46  |           |       |
| Fonte                   | Fonte                       | [ 1 ]     | [ 1 ] | [ 1 ] | [ 1 ]     | [ 1 ] |